# Jon McLaughlin
Jon McLaughlin (n. 27 de septiembre de 1982, Anderson, Indiana) es un cantautor, pianista y productor discográfico estadounidense.

## Biografía
Nacido y criado en Anderson, Indiana, McLaughlin comenzó a tomar lecciones de piano clásico a una edad temprana. A pesar de que perdió el interés por el instrumento durante la escuela secundaria y fue dejado de lado por un accidente que le lesionó ambas muñecas, durante el último año de secundaria comenzó a incorporar sus habilidades de piano en la música pop soul. McLaughlin asistió a la Universidad de Anderson para estudiar música.

### Carrera
McLaughlin lanzó un álbum independiente titulado, Up Until Now en 2003, que lo llevó rápidamente a convertirse en el primer artista en firmar con la compañía discográfica de la escuela Orangehaus Records. Un álbum homónimo fue lanzado en 2004, por el cual obtuvo reconocimiento local y regional.

## Discografía

### Álbumes
| Título             | Detalles del álbum              | Mejor posición | Mejor posición | Mejor posición | Mejor posición |
| Título             | Detalles del álbum              | US             | US Christ      | US Rock        | US Indep.      |
| ------------------ | ------------------------------- | -------------- | -------------- | -------------- | -------------- |
| Indiana            | - Formato: CD, descarga digital | 81             | 5              | 25             | —              |
| OK Now             | - Formato: CD, descarga digital | 49             | 2              | 18             | —              |
| Forever If Ever    | - Formato: CD, descarga digital | 84             | 3              | 12             | 10             |
| Promising Promises | - Formato: CD, descarga digital | 113            | —              | —              | —              |
| Holding My Breath  | - Formato: CD, digital download | 141            | 8              | —              | 26             |

### Álbumes independientes
| Título                                | Detalles del álbum                              |
| ------------------------------------- | ----------------------------------------------- |
| Up Until Now                          | - Discográfica: Autoeditado                     |
| Jon McLaughlin (The Early Recordings) | - Discográfica: Orangehaus Records              |
| Songs I Wrote and Later Recorded      | - Lanzamiento: 2005 - Discográfica: Autoeditado |

### EP
| Título                                  | Detalles del álbum          |
| --------------------------------------- | --------------------------- |
| Industry                                | - Formato: Descarga digital |
| Exclusive B-Sides (3 Song Bundle)       | - Formato: Descarga digital |
| Holding My Breath EP - (String Version) | - Formato: Descarga digital |

### Sencillos
| Año  | Título                                | Mejor posición | Mejor posición | Mejor posición  | Álbum                |
| Año  | Título                                | US Adult       | US Christ      | US Rock Digital | Álbum                |
| ---- | ------------------------------------- | -------------- | -------------- | --------------- | -------------------- |
| 2007 | "Industry"                            | —              | —              | —               | Industry / Indiana   |
| 2007 | "Beautiful Disaster"                  | 28             | —              | —               | Indiana              |
| 2007 | "Human"                               | —              | —              | —               | Indiana              |
| 2007 | "So Close"                            | —              | —              | —               | Enchanted soundtrack |
| 2008 | "Beating My Heart"                    | 18             | 27             | —               | OK Now               |
| 2010 | "Merry, Merry Christmas Everyone"     | —              | —              | —               |                      |
| 2011 | "What I Want"                         | —              | —              | —               | Forever If Ever      |
| 2012 | "Summer Is Over" (con Sara Bareilles) | —              | —              | 32              | Promising Promises   |
| 2014 | "Honest-to-Goodness Indiana"          | —              | —              | —               |                      |

### Otros sencillos
| Año  | Título            | Mejor posición    | Mejor posición  | Álbum              |
| Año  | Título            | US Christ Digital | US Rock Digital | Álbum              |
| ---- | ----------------- | ----------------- | --------------- | ------------------ |
| 2012 | "Maybe It's Over" | 4                 | 49              | Promising Promises |